# Маркове (Амурська область)
Маркове (рос. Марково) — село у Благовєщенському районі Амурської області Російської Федерації. Розташоване на території українського історичного та етнічного краю Зелений Клин.
Входить до складу муніципального утворення Марківська сільрада. Населення становить 1327 осіб .

## Історія
З 8 квітня 1937 року належало до новоутвореного Благовєщенського району Амурської області.
Після того, як указом Президії Верховної Ради РРФСР від 1 лютого 1963 року Благовіщенський район був скасований, село увійшло до складу Іванівського району, допоки 30 грудня 1966 року Благовіщенський район був відновлений.
З 21 вересня 2005 року входить до складу муніципального утворення Марківська сільрада.

## Населення
| 2002  | 2010  | 2012  | 2013  | 2014  | 2015  | 2016  |
| ----- | ----- | ----- | ----- | ----- | ----- | ----- |
| 1263  | ↗1335 | ↗1349 | ↘1348 | ↘1344 | ↘1340 | ↘1331 |
| 2017  | 2018  |       |       |       |       |       |
| ↘1329 | ↘1327 |       |       |       |       |       |